# Mopsella clavigera
Mopsella clavigera is een zachte koraalsoort uit de familie Melithaeidae. De koraalsoort komt uit het geslacht Mopsella. Mopsella clavigera werd in 1884 voor het eerst wetenschappelijk beschreven door Ridley. 